# Carbuncle Ditch
Der Carbuncle Ditch ist ein unterirdischer Wasserlauf im London Borough of Haringey. Der Wasserlauf wurde im 15. Jahrhundert zur Minderung der Hochwassergefahr des River Mosselle angelegt. Ursprünglich wurde er als The Garbell bezeichnet und wechselte seinen Namen im 19. Jahrhundert.
Er zweigt am Scotland Green vom River Mosselle ab und verläuft in östlicher Richtung bis zu seiner Mündung in den Pymme’s Brook. Der Wasserlauf wurde in Teilen 1906 unter die Erde verlegt, die Verlegung wurde jedoch erst nach dem Ende des Zweiten Weltkrieges vollständig. Die Carbuncle Passage markiert heute seinen Lauf.